# Libnotes oresitropha
Libnotes oresitropha är en tvåvingeart som först beskrevs av Paul Gustav Eduard Speiser 1909.
Libnotes oresitropha ingår i släktet Libnotes och familjen småharkrankar. Artens utbredningsområde är Tanzania. Inga underarter finns listade i Catalogue of Life.